# Disparomitus congoensis
Disparomitus congoensis är en insektsart som beskrevs av Navás 1933. Disparomitus congoensis ingår i släktet Disparomitus och familjen fjärilsländor. Inga underarter finns listade i Catalogue of Life.